# 성공회 나눔의집협의회
성공회 나눔의집협의회는 대한성공회의 사회선교기관인 나눔의집의 협의체이다. 서울특별시 중구 정동 3번지에 위치한다.

## 운영방식
현재 대한성공회 서울교구에 소속된 노원나눔의집(대한성공회 최초의 나눔의집이다.1986년 설립), 성북나눔의집, 봉천나눔의집, 인천나눔의집, 수원나눔의집, 춘천나눔의집, 포천나눔의집, 용산나눔의집, 동두천나눔의집 9개소의 협의로 운영되고 있다. 나눔의집의 운영과 대표성에 대한 책임은 원장(대한성공회 사제)이 맡고 있다.
- 노원나눔의집: 1986년 9월 개원
- 동두천나눔의집
- 봉천동나눔의집: 1991년 3월 개원
- 성북나눔의집
- 수원나눔의집: 1998년 12월 개원
- 용산나눔의집: 2003년 5월 18일 개원
- 길찾는교회
- 인천나눔의집: 1989년 개원
- 포천나눔의집: 2002년 9월 17일 개원

## 기관
- 운영위원회:나눔의집협의회의 최고 의사결정기관이다.매월 1회(매월 첫째주 화요일) 소집하며 활동보고,인사등을 의논한다.
- 선교위원회:나눔의집 운영 활동과 관련된 정책적 사안과 협의회 차원에서 주관하는 공동교육 등에 대한 준비와 집행을 책임진다. 신입활동가에 대한 교육도 맡고 있다.
- 편집위원회:성공회 나눔의집 소식지인 《나눔마을》(2,000부 제작)을 매월 10일을 전후하여 발행, 교회와 후원자에게 발송한다. 원고취합은 각 지역별 나눔의집의 편집의원이 맡는다.
- 중앙후원회: 중앙 후원금을 모금하여, 각 나눔의집의 재정을 지원한다.

## 같이 보기
- 대한성공회